# Jiří Černý (spisovatel)
Jiří Černý (4. dubna 1940 – 10. listopadu 2019) byl autor populárně naučných publikací pro děti. Pracoval v Mateřídoušce, v rozhlase a v časopise Barman.

## Knihy
- Obrázky z moderních československých dějin (1945–1989) 2016
- Obrázky z dějin zeměpisných objevů (a výletů ) 2004
- Obrázky z československých dějin (1918–1945) 2011
- Obrázky z českých dějin a pověstí 2007
- Mají zvířata sny? 100 otázek a odpovědí pro zvídavé mozky 2005
- Kolik váží lidská hlava? 101 otázek a odpovědí pro zvídavé mozky 2004
- Obrázky z dějin zeměpisných objevů 2004
- Moře otazníků… – Stručné odpovědi na zajímavé otázky 2011
- Pověsti z Čech a Moravy I, II, III 1995
- Závod míru (O cyklistech z nejkrásnějšího pelotonu světa) 1987
- Broukalo si deset brouků 1974
- Zprávy o planetě zemi v hádankách a kvízech 1978
- Fotbal je hra 1968